# Ein Sommer auf Malta
Ein Sommer auf Malta ist ein Fernsehfilm von Annette Ernst aus der Herzkino-Reihe und lief erstmals am 8. Oktober 2023 im ZDF. Das Drehbuch schrieb Jens Urban. In den Hauptrollen sind Katharina Nesytowa, Michael Epp und Eugen Bauder zu sehen.

## Handlung
Die Controllerin Franka Eyckner kommt nach Malta, um John, den neuen Leiter dortigen Sprachschule, genauer unter die Lupe zu nehmen. Dieser ist zwar engagiert, aber erhält sich mit seinen unkonventionellen Unterrichtsmethoden nicht an die Regeln der Mutter-Organisation, was zu Beschwerden einiger Schüler und Schülerinnen geführt. Auf Malta trifft Franka auch auf den Handwerker Till, der seinen Charme spielen lass. Mit der Zeit lässt sie sich auf seine Avancen ein und beginnt die Zeit auf Malta zu genießen. Aber auch er scheint nicht der zu sein, für den er sich ausgibt. Gemeinsam mit zwei anderen Frauen legt sie ihm das Handwerk. Allerdings erklärt Till ihr, dass er sich wirklich in sie verliebt habe.

## Hintergrund
Der Film stammt aus der Herzkino-Reihe des ZDF, in der in den Sommermonaten diverse Liebesgeschichten in exotischen Ländern erzählt werden. Die Filme laufen häufig unter dem Titel Ein Sommer in... sonntags im Fernsehen. Er wurde zwischen Anfang April und Ende Mai 2023 an verschiedenen Orten auf der Insel Malta gedreht. Drehorte waren unter anderem die maltesische Hauptstadt Valletta und das Fischerdorf Marsaxlokk.
Am Rande der Handlung wird die Ermordung der Journalistin Daphne Caruana Galizia erwähnt, obwohl dies nichts mit der Handlung des Filmes zu tun hat.

## Rezeption
„Konsequenter ist schon das Thema der Sprache, wenn zwei der drei Hauptfiguren in diesem Bereich arbeiten. Und auch wenn Englisch nicht die Muttersprache in Malta ist, sondern das Maltesische, ist die Insel für Englisch-Sprachkurse doch ziemlich beliebt. Während das noch einigermaßen nachvollziehbar ist, irritiert es, dass mal wieder alle Leute, denen Franka begegnet, Deutsch sprechen – vom Klempner bis zum Polizisten. Fürs Publikum daheim ist das praktisch, das sich bis auf ein paar Brocken Englisch nicht mit Fremdsprachen beschäftigen muss. Glaubwürdig ist das aber nicht.“